# Omicidio a Manhattan
Omicidio a Manhattan (Exiled: A Law & Order Movie), è un film per la televisione statunitense facente parte del franchise Law & Order, trasmesso l'8 novembre 1998 dal network americano NBC. 
Basato sulla serie originale Law & Order - I due volti della giustizia, segue le vicende del detective Mike Logan, interpretato da Chris Noth, alle prese con un caso di omicidio.

## Trama
Sono passati tre anni da quando il detective Mike Logan, che aveva aggredito un consigliere comunale, è stato trasferito sull'isola di Staten Island al 129º distretto. Ora si occupa di violenze domestiche agli ordini del tenente Stolper, ma il suo sogno sarebbe quello di resuscitare la sua carriera e tornare a risolvere casi di omicidio a Manhattan. 
L'occasione si presenta quando viene ritrovato un cadavere nel fiume che separa Manhattan da Staten Island e Logan non se la fa sfuggire, riuscendo ad ottenere che il caso venga assegnato al suo distretto e a lui in particolare. La vittima è una giovane prostituta che lavorava come ballerina in un locale di Manhattan, conosciuto da Logan in quanto situato proprio nell'area di competenza del suo vecchio distretto, il 27°. Il proprietario del locale è il giovane Gianni Uzielli, figlio del boss mafioso Don Giancarlo Uzielli.
Logan vi si reca per interrogarlo, ma così facendo scombina i piani del suo ex capo al 27º distretto, il capitano Donald Cragen, che ora si occupa di criminalità organizzata e la cui squadra sta indagando da mesi proprio sulla famiglia Uzielli. Cragen rivela a Logan che da intercettazioni risulta che un membro del 27º distretto è nel libro paga della famiglia. Logan riprende quindi i contatti con i vecchi colleghi Lennie Briscoe e Tony Profaci e fa la conoscenza dei loro nuovi compagni, i detective Rey Curtis e Sammy Kurtz. Mike e la sua collega del 129º distretto Frankie Silvera, individuano come possibile sospetto dell'omicidio Seymour "Kingston" Stockton, il violento protettore della ragazza, che però rimarrà in seguito ucciso in una sparatoria. 
A questo punto prende sempre più corpo l'idea che nell'omicidio sia coinvolta la famiglia Uzielli e forse addirittura uno degli ex colleghi di Logan. Mike sospetta in particolare di Kurtz, il collega di Profaci, poiché la notte dell'omicidio scopre un suo allontanamento dal turno prima del tempo e perché si mostra notevolmente interessato alle indagini sul caso. Inoltre a destare sospetti è pure il tenore di vita dello stesso Kurtz, che appare insolitamente alto rispetto alla media di un semplice poliziotto. 
Nel frattempo, Logan viene anche coinvolto in una relazione di natura sentimentale con la danzatrice classica Georgeanne Taylor, sorella della vittima. Nella prosecuzione dell'indagine, dopo avere subito addirittura un attentato nel centro di Manhattan, da cui esce illeso, Logan arriva alla soluzione del caso: è stato proprio il giovane Uzielli ad uccidere la ragazza, in quanto in attesa di un figlio da quest'ultimo e non intenzionata ad interrompere la gravidanza. 
Si scopre inoltre che il poliziotto corrotto non è il viscido Sammy Kurtz ma il simpatico Profaci, uno dei personaggi ricorrenti della serie; viene rivelato che da mesi si è lasciato corrompere dalla famiglia mafiosa degli Uzielli, accettando di chiudere un occhio sulle malefatte del giovane Gianni, con lo scopo di potere pagare le costose cure antisterilità per la moglie Shirley, che nel frattempo è rimasta incinta.
Nel finale il padrino Uzielli effettua la consegna del proprio figlio che però, già nelle mani della polizia, lo uccide. Logan invece, lasciato da Georgeanne, cammina per New York, mentre in sottofondo si sente un servizio di telegiornale in cui il sindaco si complimenta con il detective che da solo ha risolto il caso.

## Personaggi e interpreti
- Detective Mike Logan, interpretato da Chris Noth.
- Detective Frankie Silvera, interpretata da Dana Eskelson.
- Detective Tony Profaci, interpretato da John Fiore.
- Detective Sammy Kurtz, interpretato da Paul Guilfoyle.
- Detective Rey Curtis, interpretato da Benjamin Bratt.
- Detective Lennie Briscoe, interpretato da Jerry Orbach.
- Tenente Kevin Stolper, interpretato da Dabney Coleman.
- Tenente Anita Van Buren, interpretata da S. Epatha Merkerson.
- Capitano Donald Cragen, interpretato da Dann Florek.
- Vice Procuratore Jack McCoy, interpretato da Sam Waterston.
- Seymour Stockton, interpretato da Ice-T.
- Georgeanne Taylor, interpretata da Nicole Ari Parker.
- Gianni Uzielli, interpretato da Costas Mandylor.
- Don Giancarlo Uzielli, interpretato da Tony Musante.
- Gina Uzielli, interpretata da Vanessa Liguori.
- Dottoressa Elizabeth Rodgers, interpretata da Leslie Hendrix.